# Tadashi Imai
Pour les articles homonymes, voir Imai.
Tadashi Imai (今井正, Imai Tadashi) est un réalisateur japonais né le 8 janvier 1912 à Tokyo et mort le 22 novembre 1991.

## Biographie
Fils d'un moine bouddhiste, Tadashi Imai effectue ses études à l'université de Tokyo. Il interrompt bientôt celles-ci pour entrer au studio Jenkins-Osawa de Kyōto, où il devient assistant de Tamizō Ishida, puis de Nobuo Nakagawa.
Il réalise son premier film en 1937 L'École militaire de Numazu (Numazu heigakkō), sur l'histoire de l'académie militaire de Numazu, achevé en 1939 à cause de la mobilisation de nombreux acteurs. Durant la guerre, ses réalisations sont essentiellement des contributions à l'effort national et militaire du Japon, produites dans le cadre de la Tōhō.
Après 1945, il adhère, à nouveau, au courant marxiste, avec lequel il s'était lié à Tokyo. Ses films s'inscrivent dans une optique démocratique. C'est avec La Montagne bleue (Aoi sanmyaku) en 1949 qu'il commence à être remarqué. L'année suivante, Quand nous nous reverrons... (Mata au hi made), histoire romantique inspirée de Romain Rolland et dans lequel est révélé le talent d'Eiji Okada, impose sa personnalité.

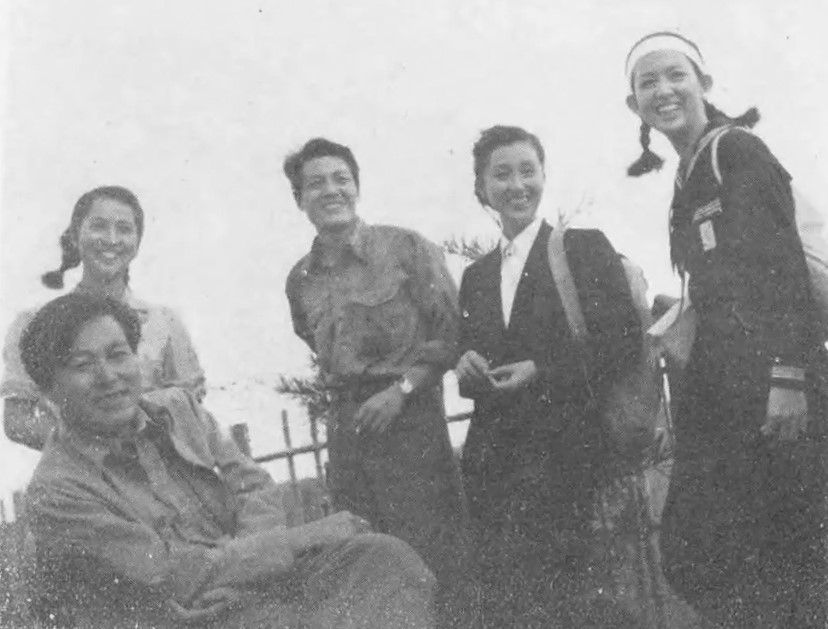
De g. à d. : Tadashi Imai, Kyōko Kagawa, Eiji Okada, Keiko Tsushima et Chieko Seki dans La Tour des lys (1951).

À la suite des purges consécutives aux grèves de 1947-48, Imai est contraint de quitter la Tōhō. Désormais indépendant, il réalise Nous sommes vivants (Dokkoi ikiteru) en 1951, que beaucoup de critiques européens ont comparé au Voleur de bicyclette de Vittorio De Sica. Ombres en plein jour (1956) est, sans doute, un de ses films les plus célèbres : traitant d'une affaire judiciaire qui défraya la chronique japonaise, Imai prenait la défense des individus accusés sans preuves suffisantes.
Tadashi Imai obtient en 1963, l'Ours d'or au Festival de Berlin pour son film historique sur la société féodale japonaise, Contes cruels du Bushido (Bushidō zankoku monogatari).
Il a réalisé 48 films entre 1939 et 1991.

## Filmographie

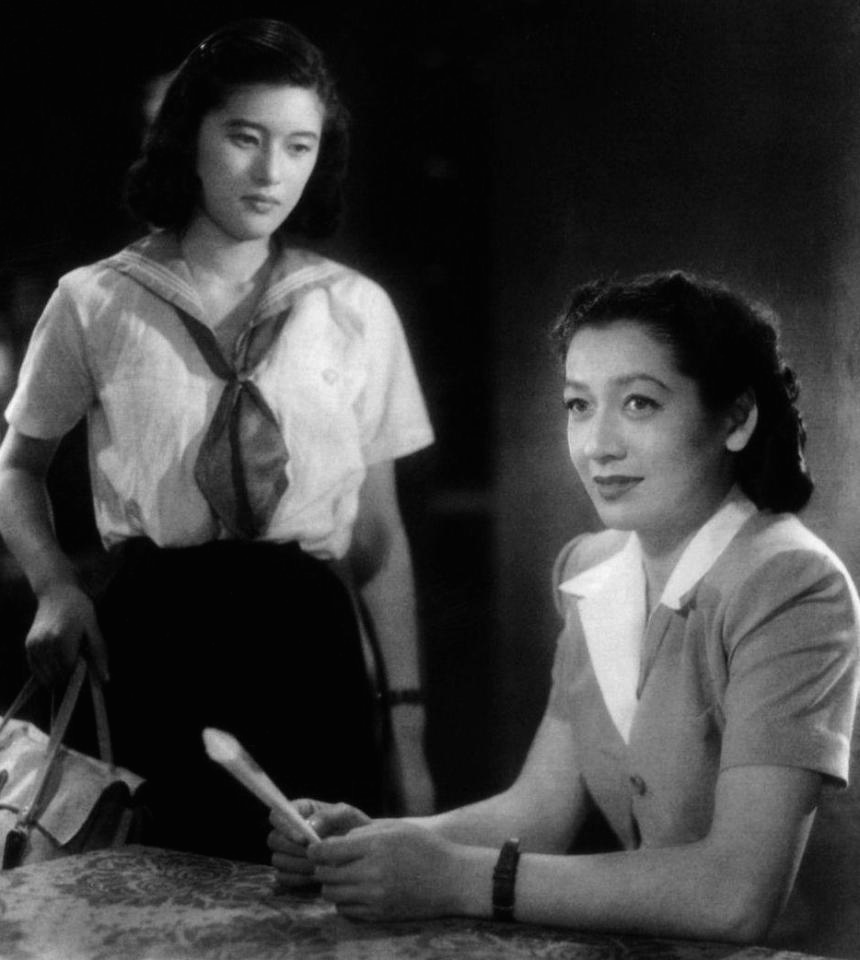
Yōko Sugi et Setsuko Hara dans La Montagne bleue (1949).

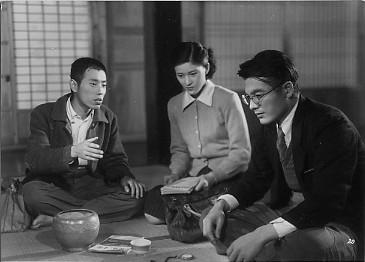
Isao Kimura, Yōko Sugi et Eiji Okada dans L'École des échos (1952).

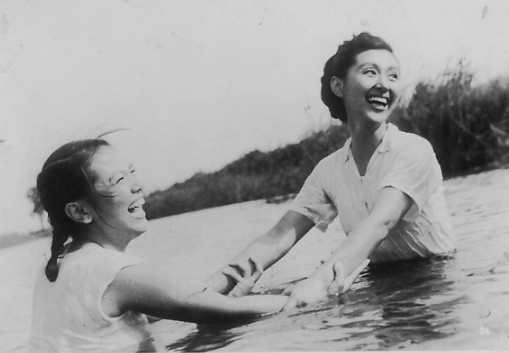
Keiko Tsushima (à droite) dans La Tour des lys (1953).

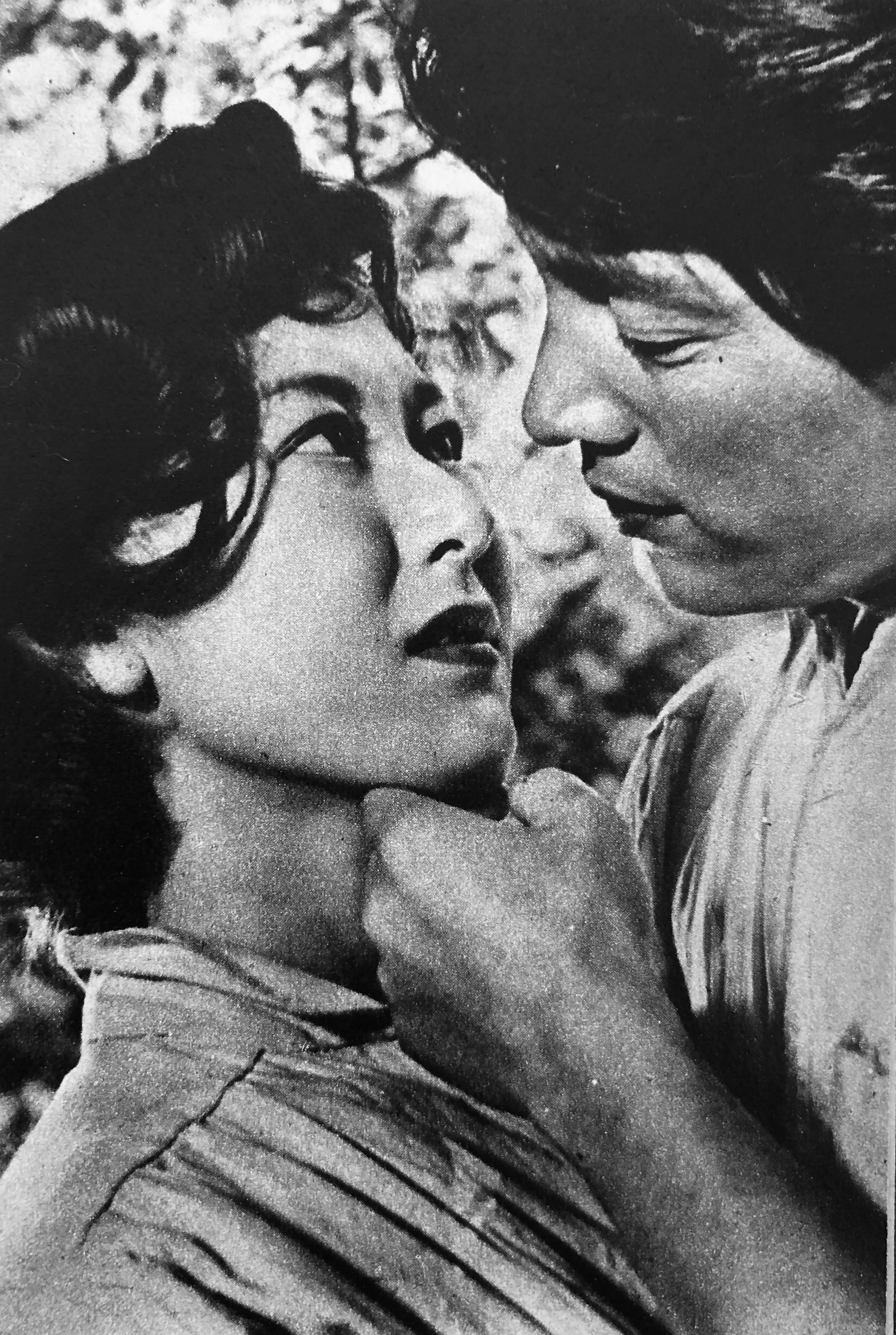
Keiko Kishi et Eiji Okada dans Voici une fontaine (1955).

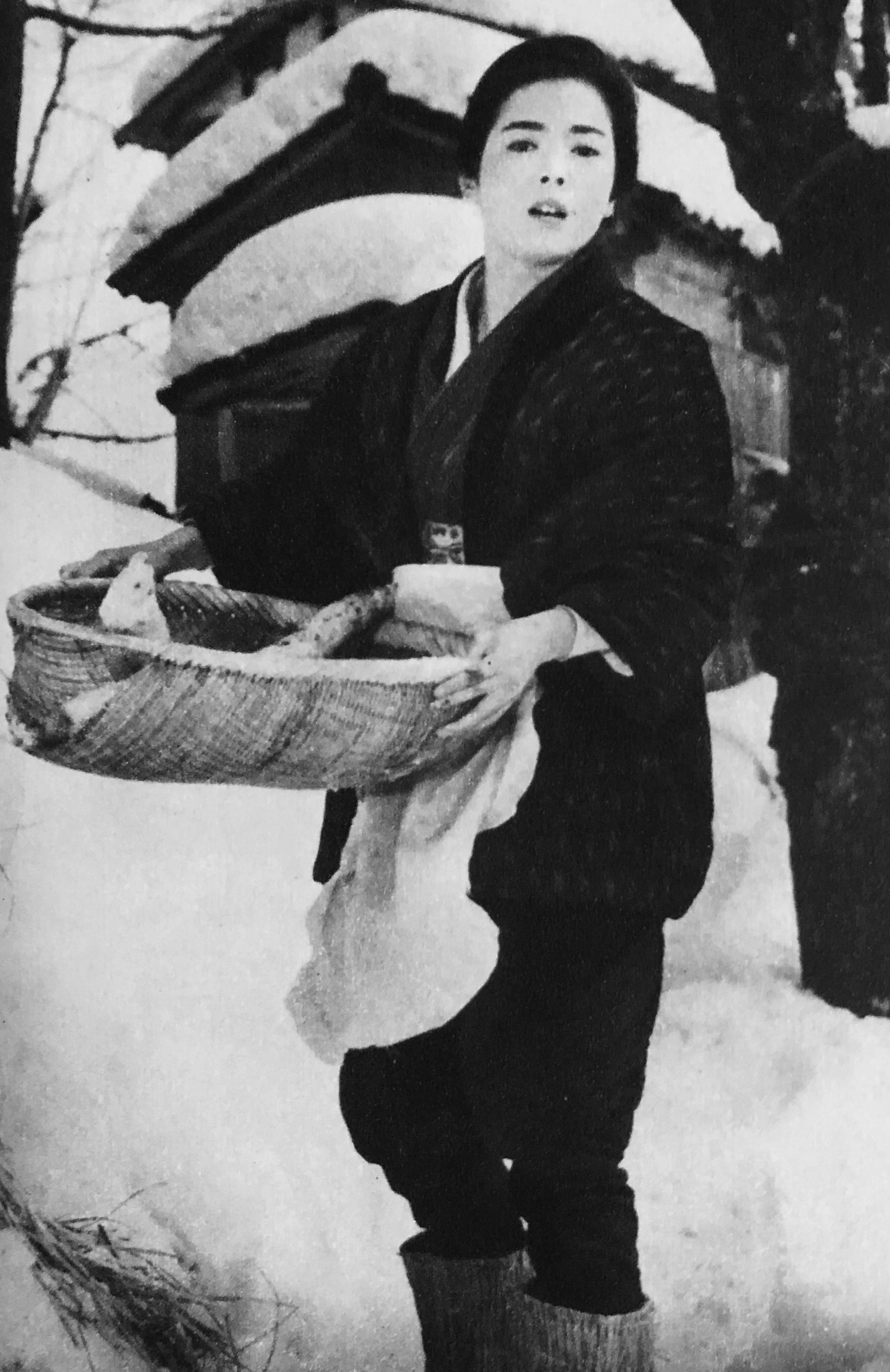
Yoshiko Sakuma dans Une histoire d'Echigo (1964).

Sauf indication contraire, les titres en français se basent sur la filmographie de Tadashi Imai dans l'ouvrage Le Cinéma japonais de Tadao Satō.
- 1939 : L'École militaire de Numazu (沼津兵学校, Numazu heigakkō?)
- 1939 : Nous sommes les instructeurs (われ等が教官, Warera ga kyokan?)
- 1940 : Le Village de Tajinko (多甚古村, Tajinko-mura?)
- 1940 : Quartier de femmes (女の街, Onna no machi?)
- 1940 : Le Général (閣下, Kakka?)
- 1941 : Physiologie du mariage (結婚の生態, Kekkon no seitai?)
- 1943 : Les Kamikazes de la tour de guet (望楼の決死隊, Bōrō no kesshitai?)
- 1944 : La Mer en colère (怒りの海, Ikari no umi?)
- 1945 : Avec amour et serment (愛の誓ひ, Ai to chikai?)
- 1946 : L'Ennemi du peuple (民衆の敵, Minshu no teki?)
- 1946 : Saut périlleux dans la vie (人生とんぼ返り, Jinsei tonbo gaeri?)
- 1947 : Vingt-quatre heures sous terre (地下街二十四時間, Chikagai nijuyojikan?) coréalisé avec Kiyoshi Kusuda et Hideo Sekigawa
- 1949 : La Montagne bleue (青い山脈, Aoi sanmyaku?)[5]
- 1949 : La Montagne bleue (seconde partie) (続青い山脈, Zoku aoi sanmyaku?)[6]
- 1949 : Le Visage d'une femme (女の顔, Onna no kao?)
- 1950 : Quand nous nous reverrons... (また逢う日まで, Mata au hi made?)[7]
- 1951 : Nous sommes vivants (どっこい生きてる, Dokkoi ikiteru?)
- 1952 : L'École des échos (山びこ学校, Yamabiko gakkō?)
- 1952 : Genbaku no zu (原爆の図?) (court-métrage documentaire)
- 1953 : La Tour des lys (ひめゆりの塔, Himeyuri no tō?)
- 1953 : Eaux troubles (にごりえ, Nigorie?)
- 1955 : Puisque je t'aime (愛すればこそ 第三話 愛すればこそ, Aisureba koso?) - 2e segment - co-réalisé avec Satsuo Yamamoto et Kōzaburō Yoshimura
- 1955 : Voici une fontaine (ここに泉あり, Koko ni izumi ari?)
- 1955 : Yukiko (由紀子, Yukiko?)
- 1956 : Ombres en plein jour (真昼の暗黒, Mahiru no ankoku?)
- 1957 : Le Riz (米, Kome?)[8]
- 1957 : Un amour pur (純愛物語, Jun'ai monogatari?)[9]
- 1958 : Les Tambours de la nuit (夜の鼓, Yoru no tsuzumi?)[10]
- 1959 : Kiku et Isamu (キクとイサム, Kiku to Isamu?)
- 1960 : La Falaise blanche (白い崖, Shiroi gake?)
- 1961 : Les Lumières du port (あれが港の灯だ, Arega minato no hi da?)
- 1962 : Les Vieilles Dames du Japon (喜劇 にっぽんのお婆あちゃん, Kigeki: Nippon no obāchan?)
- 1963 : Contes cruels du Bushido (武士道残酷物語, Bushidō zankoku monogatari?)
- 1964 : Une histoire d'Echigo (越後つついし親不知, Echigo tsutsuishi oyashirazu?)
- 1964 : Adauchi (仇討?)
- 1967 : Quand le gâteau de sucre s'effondre (砂糖菓子が壊れるとき, Satogashi ga kowareru toki?)[11]
- 1968 : Le Moment du doute (不信のとき, Fushin no toki?)
- 1969 : La Rivière sans pont (ja) (橋のない川, Hashi no nai kawa?)
- 1970 : La Rivière sans pont II (橋のない川 第二部, Hashi no nai kawa II?)
- 1971 : Une femme nommée En (婉という女, En toiu onna?)
- 1972 : Et tous ces camarades sans voix (あゝ声なき友, Aa koe naki tomo?)[12]
- 1972 : Les Jeunes Soldats de la marine ou La Cause éternelle (海軍特別年少兵, Kaigun tokubetsu nenshō-hei?)
- 1974 : Takiji Kobayashi (小林多喜二, Kobayashi Takiji?)
- 1976 : La Sorcière (妖婆, Yoba?)
- 1976 : Frère ainé, sœur cadette (あにいもうと, Ani imōto?)[13]
- 1979 : Rika (子育てごっこ, Kosodate gokko?)
- 1981 : Yuki, le secret de la montagne magique (ゆき, Yuki?) (film d'animation)
- 1982 : La Tour des lys (ひめゆりの塔, Himeyuri no tō?) (remake du film de 1953)
- 1991 : Guerre et Jeunesse (戦争と青春, Sensō to seishun?)

## Distinctions
Sauf indication contraire, les informations mentionnées dans cette section peuvent être confirmées par la base de données cinématographiques IMDb,  présente dans la section « Liens externes ».

### Récompenses
- Berlinale :
  - 1958 : Ours d'argent du meilleur réalisateur pour Un amour pur[14]
  - 1963 : Ours d'or pour Contes cruels du Bushido[2]

- Japan Academy Prize :
  - 1992 : prix pour l'ensemble de sa carrière[15]

- Prix du film Mainichi :
  - 1947 : meilleur réalisateur pour L'Ennemi du peuple[16]
  - 1951 : meilleur film pour Quand nous nous reverrons...[17]
  - 1954 : meilleur film et meilleur réalisateur pour Eaux troubles[18]
  - 1957 : meilleur film et meilleur réalisateur pour Ombres en plein jour[19]
  - 1958 : meilleur film pour Le Riz et meilleur réalisateur pour Le Riz et Un amour pur[20]
  - 1960 : meilleur film pour Kiku et Isamu[21]
  - 1992 : prix spécial pour l'ensemble de sa carrière[22]

- Prix Kinema Junpō :
  - 1951 : meilleur film pour Quand nous nous reverrons...[23]
  - 1954 : meilleur film pour Eaux troubles[24]
  - 1957 : meilleur film et meilleur réalisateur pour Ombres en plein jour[25]
  - 1958 : meilleur film et meilleur réalisateur pour Le Riz[26],[27]
  - 1960 : meilleur film et meilleur réalisateur pour Kiku et Isamu[28]

- Blue Ribbon Awards :
  - 1951 : meilleur film et meilleur réalisateur pour Quand nous nous reverrons...[29]
  - 1954 : meilleur film pour Eaux troubles et meilleur réalisateur pour Eaux troubles et La Tour des lys[30]
  - 1957 : meilleur film et meilleur réalisateur pour Ombres en plein jour[31]
  - 1958 : meilleur film pour Le Riz et meilleur réalisateur pour Le Riz et Un amour pur[32]
  - 1960 : meilleur film pour Kiku et Isamu

- Festival des films du monde de Montréal :
  - 1991 : Prix du jury œcuménique pour Guerre et Jeunesse[33]

- Nikkan Sports Film Awards :
  - 1991 : prix spécial pour sa carrière[34]

### Nominations et sélections
- Festival de Cannes :
  - 1954 : en compétition pour le grand prix du Festival international du film avec Eaux troubles[35]
  - 1957 : en compétition pour la Palme d'or avec Le Riz[35]

- Berlinale :
  - 1958 : en compétition pour l'Ours d'or avec Un amour pur[36]

- Festival international du film de Karlovy Vary :
  - 1956 : en compétition pour le Globe de cristal avec Ombres en plein jour
  - 1970 : en compétition pour le Globe de cristal avec La Rivière sans pont